# Década de 270
Séculos: Século II - Século III - Século IV
Decadas: 220 230 240 250 260 - 270 - 280 290 300 310 320
Anos: 270 271 272 273 274 275 276 277 278 279